# Магистр европейского права
Магистр европейского права (сокращенно LL.M. Eur., от лат. Magister Legum Europae, англ. Master of European Law) – это вторая высшая академическая степень, квалификация. Это одна из специальных LL.M. степеней, которая вручается в результате успешного завершения учебной программы в области европейского права, а также написания мастерской работы на соответствующую тему.

## Различия между LL.M. и LL.M. Eur. программами
Основным отличием обычной  LL.M. программы от LL.M. программы по европейскому праву является узкая специализация  последней. Как правило, такой курс начинается с общих лекций по европейскому праву и истории Европейской интеграции и продолжается специализированными лекциями, например: Право основных свобод, Право конкуренции ЕС, Право Экономического и Денежного Союза, Европейское право о Государственной помощи.
Другим отличием обычной LL.M. программы от LL.M. программы по европейскому праву является международный характер. Благодаря тому, что она включает в себя право не только одной или двух юрисдикций (как в случае программы в области сравнительного права), она привлекает людей из многих стран. Участники приобретают дополнительный опыт  работы в международной, а зачастую и многонациональной среде. Это является причиной того, что институты ЕС и некоторые международные правовые фирмы предпочитают выпускников с этим дипломом.

## Цель
Академическая программа LL.M. Eur. предназначена для людей, желающих сделать карьеру в области европейского права или европейских отношений в принципе (предоставляет возможности карьеры в Европейской комиссии и других институтах ЕС и смежных органах).

## Примеры
Одна из самых  первых программ такого рода предоставляется Европейским Институтом Саарбрюккена, Германия. Она действует на протяжении более 50 лет при поддержке Европейской комиссии. Предлагается на двух языках: английском и/или немецком
Академическая программа LL.M. Eur. также предоставляется Лондонской школой экономики и Кингс-колледжем.